# Маник, Микулаш
Микулаш Маник (словац. Mikuláš Maník; род. 26 мая 1975, Кошице) — словацкий шахматист, гроссмейстер (2006).
Чемпион Словакии 2003 г. Серебряный призёр чемпионата Словакии 2001 г.
В составе сборной Словакии участник двух шахматных олимпиад (2002 и 2004 гг.).

## Таблица результатов
| Год  | Город   | Турнир         | + | − | = | Результат | Место |
| ---- | ------- | -------------- | - | - | - | --------- | ----- |
| 2002 | Блед    | 35-я олимпиада | 2 | 1 | 3 | 3½ из 6   |       |
| 2004 | Кальвия | 36-я олимпиада | 4 | 2 | 5 | 6½ из 11  |       |
|      |         |                |   |   |   | из        |       |

## Изменения рейтинга
| Графики недоступны из-за технических проблем. См. информацию на Фабрикаторе и на mediawiki.org. |